# Кубок Англії з футболу 1932—1933
Кубок Англії з футболу 1932—1933 — 58-й розіграш найстарішого футбольного турніру у світі, Кубка виклику Футбольної Асоціації, також відомого як Кубок Англії. Вдруге титул здобув Евертон.

## Перший раунд
| Дата                      | Господарі                  | Рахунок | Гості                       |
| ------------------------- | -------------------------- | ------- | --------------------------- |
| 26 листопада              | Честер                     | 4:0     | Ротергем Юнайтед            |
| 26 листопада              | Дарлінгтон                 | 1:0     | Бостон Юнайтед              |
| 26 листопада              | Дартфорд                   | 0:0     | Йовіл-енд-Петтерс Юнайтед   |
| 1 грудня Перегравання     | Йовіл-енд-Петтерс Юнайтед  | 4:2     | Дартфорд                    |
| 26 листопада              | Барроу                     | 0:1     | Ґейтсгед                    |
| 26 листопада              | Бристоль Сіті              | 4:0     | Ромфорд                     |
| 26 листопада              | Рочдейл                    | 0:2     | Стокпорт Каунті             |
| 26 листопада              | Мерайн                     | 2:5     | Гартлпул Юнайтед            |
| 26 листопада              | Редінг                     | 3:2     | Брентфорд                   |
| 26 листопада              | Волсолл                    | 4:1     | Менсфілд Таун               |
| 26 листопада              | Фолкстоун                  | 1:0     | Норвіч Сіті                 |
| 26 листопада              | Джиллінгем                 | 1:1     | Вікем Вондерерз             |
| 30 листопада Перегравання | Вікем Вондерерз            | 2:4     | Джиллінгем                  |
| 26 листопада              | Кру Александра             | 4:0     | Крук Таун                   |
| 26 листопада              | Лутон Таун                 | 2:2     | Кінгстоніан                 |
| 30 листопада Перегравання | Кінгстоніан                | 2:3     | Лутон Таун                  |
| 26 листопада              | Свіндон Таун               | 4:1     | Далвіч Гамлет               |
| 26 листопада              | Донкастер Роверз           | 4:1     | Гейнсборо Триніті           |
| 26 листопада              | Рексем                     | 3:0     | Спеннімур Юнайтед           |
| 26 листопада              | Транмер Роверз             | 3:0     | Нью-Брайтон                 |
| 26 листопада              | Аккрінгтон Стенлі          | 2:1     | Герефорд Юнайтед            |
| 26 листопада              | Нортгемптон Таун           | 8:1     | Ллойдс                      |
| 26 листопада              | Карлайл Юнайтед            | 1:0     | Дінейбі Юнайтед             |
| 26 листопада              | Клептон Орієнт             | 0:1     | Олдершот                    |
| 26 листопада              | Крістал Пелес              | 1:2     | Брайтон енд Гоув Альбіон    |
| 26 листопада              | Саутенд Юнайтед            | 1:1     | Ексетер Сіті                |
| 30 листопада Перегравання | Ексетер Сіті               | 0:1     | Саутенд Юнайтед             |
| 26 листопада              | Кардіфф Сіті               | 1:1     | Бристоль Роверз             |
| 30 листопада Перегравання | Бристоль Роверз            | 4:1     | Кардіфф Сіті                |
| 26 листопада              | Мертір Таун                | 1:1     | Квінз Парк Рейнджерс        |
| 1 грудня Перегравання     | Квінз Парк Рейнджерс       | 5:1     | Мертір Таун                 |
| 26 листопада              | Галіфакс Таун              | 2:0     | Дарвен                      |
| 26 листопада              | Стейлібрідж Селтік         | 2:8     | Галл Сіті                   |
| 26 листопада              | Ньюпорт Каунті             | 4:2     | Ілфорд                      |
| 26 листопада              | Маргейт                    | 5:0     | Райд Спортс                 |
| 26 листопада              | Саутпорт                   | 3:3     | Нельсон                     |
| 29 листопада Перегравання | Нельсон                    | 0:4     | Саутпорт                    |
| 26 листопада              | Торкі Юнайтед              | 0:0     | Борнмут енд Боском Атлетік  |
| 30 листопада Перегравання | Борнмут енд Боском Атлетік | 2:2     | Торкі Юнайтед               |
| 5 грудня Перегравання     | Торкі Юнайтед              | 3:2     | Борнмут енд Боском Атлетік  |
| 26 листопада              | Воркінгтон                 | 5:1     | Сканторп-енд-Ліндсі Юнайтед |
| 26 листопада              | Йорк Сіті                  | 1:3     | Скарборо                    |
| 26 листопада              | Гілфорд Сіті               | 1:2     | Ковентрі Сіті               |

## Другий раунд
До другого раунду увійшли переможці першого раунду. 
| Дата                   | Господарі                | Рахунок | Гості                     |
| ---------------------- | ------------------------ | ------- | ------------------------- |
| 10 грудня              | Честер                   | 2:1     | Йовіл-енд-Петтерс Юнайтед |
| 10 грудня              | Бристоль Сіті            | 2:2     | Транмер Роверз            |
| 14 грудня Перегравання | Транмер Роверз           | 3:2     | Бристоль Сіті             |
| 10 грудня              | Редінг                   | 2:2     | Ковентрі Сіті             |
| 15 грудня Перегравання | Ковентрі Сіті            | 3:3     | Редінг                    |
| 19 грудня Перегравання | Редінг                   | 1:0     | Ковентрі Сіті             |
| 10 грудня              | Волсолл                  | 2:1     | Гартлпул Юнайтед          |
| 10 грудня              | Фолкстоун                | 2:1     | Ньюпорт Каунті            |
| 10 грудня              | Кру Александра           | 0:2     | Дарлінгтон                |
| 10 грудня              | Стокпорт Каунті          | 2:3     | Лутон Таун                |
| 10 грудня              | Аккрінгтон Стенлі        | 1:2     | Олдершот                  |
| 10 грудня              | Бристоль Роверз          | 1:1     | Джиллінгем                |
| 14 грудня Перегравання | Джиллінгем               | 1:3     | Бристоль Роверз           |
| 10 грудня              | Нортгемптон Таун         | 0:1     | Донкастер Роверз          |
| 10 грудня              | Брайтон енд Гоув Альбіон | 0:0     | Рексем                    |
| 14 грудня Перегравання | Рексем                   | 2:3     | Брайтон енд Гоув Альбіон  |
| 10 грудня              | Карлайл Юнайтед          | 1:1     | Галл Сіті                 |
| 15 грудня Перегравання | Галл Сіті                | 2:1     | Карлайл Юнайтед           |
| 10 грудня              | Саутенд Юнайтед          | 4:1     | Скарборо                  |
| 10 грудня              | Галіфакс Таун            | 2:1     | Воркінгтон                |
| 10 грудня              | Саутпорт                 | 1:2     | Свіндон Таун              |
| 10 грудня              | Торкі Юнайтед            | 1:1     | Квінз Парк Рейнджерс      |
| 15 грудня Перегравання | Квінз Парк Рейнджерс     | 3:1     | Торкі Юнайтед             |
| 10 грудня              | Ґейтсгед                 | 5:2     | Маргейт                   |

## Третій раунд
| Дата                  | Господарі                | Рахунок | Гості                |
| --------------------- | ------------------------ | ------- | -------------------- |
| 14 січня              | Бірмінгем Сіті           | 2:1     | Престон Норт-Енд     |
| 14 січня              | Блекпул                  | 2:1     | Порт Вейл            |
| 14 січня              | Честер                   | 5:0     | Фулгем               |
| 14 січня              | Дарлінгтон               | 2:0     | Квінз Парк Рейнджерс |
| 14 січня              | Бері                     | 2:2     | Ноттінгем Форест     |
| 18 січня Перегравання | Ноттінгем Форест         | 1:2     | Бері                 |
| 14 січня              | Вотфорд                  | 1:1     | Саутенд Юнайтед      |
| 18 січня Перегравання | Саутенд Юнайтед          | 2:0     | Вотфорд              |
| 14 січня              | Волсолл                  | 2:0     | Арсенал              |
| 14 січня              | Лестер Сіті              | 2:3     | Евертон              |
| 14 січня              | Шеффілд Венсдей          | 2:2     | Честерфілд           |
| 18 січня Перегравання | Честерфілд               | 4:2     | Шеффілд Венсдей      |
| 14 січня              | Грімсбі Таун             | 3:2     | Портсмут             |
| 14 січня              | Вулвергемптон Вондерерз  | 3:6     | Дербі Каунті         |
| 14 січня              | Вест-Бромвіч Альбіон     | 2:0     | Ліверпуль            |
| 14 січня              | Лінкольн Сіті            | 1:5     | Блекберн Роверз      |
| 14 січня              | Свіндон Таун             | 1:2     | Бернлі               |
| 14 січня              | Донкастер Роверз         | 0:3     | Галіфакс Таун        |
| 14 січня              | Транмер Роверз           | 2:1     | Ноттс Каунті         |
| 14 січня              | Ньюкасл Юнайтед          | 0:3     | Лідс Юнайтед         |
| 14 січня              | Барнслі                  | 0:0     | Лутон Таун           |
| 18 січня Перегравання | Лутон Таун               | 2:0     | Барнслі              |
| 14 січня              | Брайтон енд Гоув Альбіон | 2:1     | Челсі                |
| 14 січня              | Манчестер Юнайтед        | 1:4     | Мідлсбро             |
| 14 січня              | Бредфорд Сіті            | 2:2     | Астон Вілла          |
| 18 січня Перегравання | Астон Вілла              | 2:1     | Бредфорд Сіті        |
| 14 січня              | Галл Сіті                | 0:2     | Сандерленд           |
| 14 січня              | Олдем Атлетік            | 0:6     | Тоттенгем Готспур    |
| 14 січня              | Бредфорд Парк-Авеню      | 5:1     | Плімут Аргайл        |
| 14 січня              | Гаддерсфілд Таун         | 2:0     | Фолкстоун            |
| 14 січня              | Свонсі Сіті              | 2:3     | Шеффілд Юнайтед      |
| 14 січня              | Чарльтон Атлетік         | 1:5     | Болтон Вондерерз     |
| 14 січня              | Корінтіан                | 0:2     | Вест Гем Юнайтед     |
| 14 січня              | Сток Сіті                | 1:0     | Саутгемптон          |
| 14 січня              | Олдершот                 | 1:0     | Бристоль Роверз      |
| 14 січня              | Ґейтсгед                 | 1:1     | Манчестер Сіті       |
| 18 січня Перегравання | Манчестер Сіті           | 9:0     | Ґейтсгед             |
| 18 січня              | Міллволл                 | 1:1     | Редінг               |
| 23 січня Перегравання | Редінг                   | 0:2     | Міллволл             |

## Четвертий раунд
У цьому раунді зіграли переможці попереднього етапу.
| Дата                  | Господарі                | Рахунок | Гості                |
| --------------------- | ------------------------ | ------- | -------------------- |
| 28 січня              | Бірмінгем Сіті           | 3:0     | Блекберн Роверз      |
| 28 січня              | Блекпул                  | 2:1     | Гаддерсфілд Таун     |
| 28 січня              | Честер                   | 0:0     | Галіфакс Таун        |
| 2 лютого Перегравання | Галіфакс Таун            | 3:2     | Честер               |
| 28 січня              | Дарлінгтон               | 0:2     | Честерфілд           |
| 28 січня              | Бернлі                   | 3:1     | Шеффілд Юнайтед      |
| 28 січня              | Астон Вілла              | 0:3     | Сандерленд           |
| 28 січня              | Болтон Вондерерз         | 2:1     | Грімсбі Таун         |
| 28 січня              | Мідлсбро                 | 4:1     | Сток Сіті            |
| 28 січня              | Лутон Таун               | 2:0     | Тоттенгем Готспур    |
| 28 січня              | Евертон                  | 3:1     | Бері                 |
| 28 січня              | Транмер Роверз           | 0:0     | Лідс Юнайтед         |
| 1 лютого Перегравання | Лідс Юнайтед             | 4:0     | Транмер Роверз       |
| 28 січня              | Манчестер Сіті           | 2:0     | Волсолл              |
| 28 січня              | Вест Гем Юнайтед         | 2:0     | Вест-Бромвіч Альбіон |
| 28 січня              | Саутенд Юнайтед          | 2:3     | Дербі Каунті         |
| 28 січня              | Брайтон енд Гоув Альбіон | 2:1     | Бредфорд Парк-Авеню  |
| 28 січня              | Олдершот                 | 1:0     | Міллволл             |

## П'ятий раунд
На цьому етапі зіграли переможці попереднього раунду.
| Дата                   | Господарі                | Рахунок | Гості                    |
| ---------------------- | ------------------------ | ------- | ------------------------ |
| 18 лютого              | Бернлі                   | 1:0     | Честерфілд               |
| 18 лютого              | Болтон Вондерерз         | 2:4     | Манчестер Сіті           |
| 18 лютого              | Мідлсбро                 | 0:0     | Бірмінгем Сіті           |
| 22 лютого Перегравання | Бірмінгем Сіті           | 3:0     | Мідлсбро                 |
| 18 лютого              | Сандерленд               | 1:0     | Блекпул                  |
| 18 лютого              | Дербі Каунті             | 2:0     | Олдершот                 |
| 18 лютого              | Евертон                  | 2:0     | Лідс Юнайтед             |
| 18 лютого              | Брайтон енд Гоув Альбіон | 2:2     | Вест Гем Юнайтед         |
| 22 лютого Перегравання | Вест Гем Юнайтед         | 1:0     | Брайтон енд Гоув Альбіон |
| 18 лютого              | Галіфакс Таун            | 0:2     | Лутон Таун               |

## Шостий раунд
На цьому етапі зіграли переможці попереднього раунду.
| Дата                   | Господарі        | Рахунок | Гості          |
| ---------------------- | ---------------- | ------- | -------------- |
| 4 березня              | Бернлі           | 0:1     | Манчестер Сіті |
| 4 березня              | Дербі Каунті     | 4:4     | Сандерленд     |
| 8 березня Перегравання | Сандерленд       | 0:1     | Дербі Каунті   |
| 4 березня              | Евертон          | 6:0     | Лутон Таун     |
| 4 березня              | Вест Гем Юнайтед | 4:0     | Бірмінгем Сіті |

## Півфінали
У півфіналах зіграли команди, що перемогли на попередньому етапі.
| Дата       | Господарі      | Рахунок | Гості            |
| ---------- | -------------- | ------- | ---------------- |
| 18 березня | Манчестер Сіті | 3:2     | Дербі Каунті     |
| 18 березня | Евертон        | 2:1     | Вест Гем Юнайтед |

## Фінал
| 29 квітня 1933 |

| Евертон                    | 3:0      | Манчестер Сіті |
| -------------------------- | -------- | -------------- |
| Стейн 41' Дін 52' Данн 80' | Протокол |                |

| Вемблі, Лондон Глядачів: 92 950 Арбітр: Едді Вуд |